# Franz Leopold Sonnenschein
Franz Leopold Sonnenschein, född 13 juli 1817 i Köln, död 26 februari 1879, var en tysk kemist.
Sonnenschein var professor vid Berlins universitet. Bland hans skrifter märks Anleitung zur qualitativen und quantitativen Analyse (1858 och 1864), Handbuch der gerichtlicher Chemie (andra upplagan 1881) och Handbuch der analytischen Chemie (två band 1870-71).